# Resupinatus striatulus
Resupinatus striatulus är en svampart som först beskrevs av Christiaan Hendrik Persoon, och fick sitt nu gällande namn av William Alphonso Murrill 1915. Resupinatus striatulus ingår i släktet Resupinatus och familjen Tricholomataceae.   Inga underarter finns listade i Catalogue of Life.